# إرثرومايسين/سلفافورازول
الإرثرومايسين/سلفافورازول (بالإنجليزية: Erythromycin/sulfafurazole)‏ (اسمه التجاري بيديازول) هو مزيج من دوائين هما الإرثرومايسين والسلفافورازول.
يوصى باستعماله في حالات التهاب الأذن الوسطى لدى الأطفال خصوصا عندما يكون مسبب المرض المتوقع هو المستدمية النزلية.